# Polychelida
Polychelida is een infraorde van kreeftachtigen uit de klasse van de Malacostraca (hogere kreeftachtigen).

## Taxonomie

### Superfamilie
- Eryonoidea

### Familie
- Polychelidae Wood-Mason, 1875